# D'exil et de mort
 (novembre 2016).
Si vous disposez d'ouvrages ou d'articles de référence ou si vous connaissez des sites web de qualité traitant du thème abordé ici, merci de compléter l'article en donnant les références utiles à sa vérifiabilité et en les liant à la section « Notes et références ».
D'exil et de mort est le premier roman de l'écrivain français Michel Mourlet, publié en septembre 1961 par les Éditions de la Table ronde, alors dirigées par Roland Laudenbach. 

## Présentation
Dans un premier temps, le manuscrit est soumis aux Éditions de Minuit où il attire l’attention d’Alain Robbe-Grillet, qui entame avec Mourlet une série de discussions et échanges de lettres dont on trouve l’écho dans deux ouvrages : L’Éléphant dans la porcelaine, également publié à la Table Ronde en 1976 (« Trois lettres à Alain Robbe-Grillet », « Une impasse pour le roman futur ») et L’Écran éblouissant (Presses universitaires de France, 2011) avec un texte, « Cinéma contre roman », d’abord publié dans La Revue des lettres modernes, repris dans L’Éléphant dans la porcelaine, puis « revisité » en décembre 2006 dans la revue L'Atelier du Roman. 
Dans son livre de mémoire, Une vie en liberté, Mourlet raconte la genèse de son roman, les circonstances qui l’entouraient et l’accueil qui lui fut réservé. André Fraigneau, à qui il avait fait lire son manuscrit et Michel Déon, alors directeur littéraire de la Table Ronde, pressèrent Laudenbach de l’éditer sans délai. 
Au lendemain de sa parution, Paul Morand écrit à l’auteur une lettre dans laquelle il loue notamment « une écriture dont il faut faire grand cas ».
Depuis, l'ouvrage a fait l'objet de commentaires qui insistent pour la plupart sur son caractère d'isolement radical dans la jeune production romanesque de l'époque, tout en le rattachant à certains grands prédécesseurs[réf. nécessaire]. Témoin ce souvenir rapporté par le critique de cinéma et essayiste Michel Marmin dans La République n'a pas besoin de savants : « D'Exil et de Mort m'avait enthousiasmé. J'y avais retrouvé cette mélancolie hautaine et solaire que je recherchais jusque dans certains livres de la Série Noire, et qui faisait de Mourlet un héritier direct de Barrès et de Montherlant, plus qu'un épigone des hussards parmi d'autres... » .
Dans l’histoire littéraire, D’exil et de mort peut être considéré comme un des rares exemples de « mise en abyme » romanesque.
L'ouvrage a été réédité en septembre 2022 par Auda Isarn, avec une préface de Michel Marmin et une postface de l'auteur.

## Analyses et critiques

### À la parution
Pour André Fraigneau, intercesseur du livre à la Table Ronde, « L’anti-nouvelle vague opposera la rigueur minérale au clapotis tropézien. […]. Un culte du moi se réinstaure, qui doit plus à Valéry qu’à Barrès. Cet égotisme fondamental change de couleur selon les tempéraments qui l’expriment… ». Suivent des considérations sur l’« aigue-marine » de l’un, le « saphir » d’un autre et le « quartz » de Mourlet. (« Premier Bal de printemps », Arts, 18 mai 1960 ; repris dans C’était hier, Éd. Le Rocher, 2005.)
Pour Jacques de Ricaumont dans Combat, 28 septembre 1961,  « Ce qui distingue de ses prédécesseurs le jeune romancier, c’est qu’il a raconté cette histoire sombre d’une plume blanc et or, d’une plume virginale, propre à redonner leur innocence originelle aux rapports entre la créature et la création et plutôt destinée, semble-t-il, à décrire les états de grâce que les actes de désespoir. »
Alain Bosquet dans Le Monde, 7 octobre 1961  « Une sorte d’appel indirect à quelque sens de la vie qui soit acceptable. […]. Un ouvrage qui veut passer pour un roman, mais qui est bien davantage un pamphlet hautain et méticuleusement travaillé, dans un style qui rappellerait Chardonne ou le Montherlant des débuts. »
Christian Dedet dans Carrefour, 17 janvier 1962 écrit : « Comment ne pas déceler, dans cette ferveur intimement pénétrée d’anxiété, le chant profond de jeunes gens dont on s’apercevra peut-être un jour qu’ils étaient la fleur – et l’honneur – de notre âge ? ».
Pour Pol Vandromme dans Défense de l'Occident, décembre 1961, « Ce livre, qui est le livre ruminé d’un désespoir incapable de se dominer et cherchant des alibis dans une analyse continuelle, se situe dans la postérité littéraire de Drieu et ressortit à la technique romanesque du piétinement. Mais cette immobilité est crevassée par l’élan d’une vague souterraine : elle n’est que de surface, et toujours soumise à l’épreuve des remous de la lucidité. Avec cela, une tendresse sous-jacente implore silencieusement le bonheur, et c’est le bonheur d’expression qui répond au rendez-vous, qui porte ce livre de naufragé vers le repaire d’une escale intemporelle."
Dans L'Anthologie des principaux romans français publiés en 1961, Université de Besançon, figure l'analyse suivante : « Son roman pourrait être banal : un adolescent se suicide parce qu'il s'est aperçu un jour qu'il était seul, qu'il ne savait pas vivre, qu'il était exilé sur la terre... . La composition extrêmement recherchée et habile, le style lui donnent toute sa valeur. Un fragment rend mal compte de l'extrême habileté du romancier. » (Roman 61, Éd. Marcel Didier, Paris, 1962. Textes présentés par J. Petit.) 

### En 1978
Michel Déon dans le Journal du dimanche, 9 juillet 1978, écrit : « En une époque troublée où la politique tenait tant de place, ce petit livre d’une écriture héroïque à force d’être pure montrait à l’égard de la mode et de l’actualité un détachement qui faisait augurer que l’auteur commençait là une œuvre personnelle qui se rattacherait à de profonds courants de la pensée française. Nous avions eu l’impression qu’à cette époque-là, Mourlet devait, malgré sa personnalité évidente, beaucoup à Paul Valéry. Impression fugitive, car il s’est éloigné de Valéry pour trouver sa propre voie… ».

### En 2008
Antoine Katerji expose, dans « Présentation de Michel Mourlet  » en prélude au colloque international « Une Année Bazin », Université Paris VII-Diderot « Il n’y a en définitive qu’un monde possible, celui de l’immanence, à la fois tout cohérent (car peuplé seulement d’êtres sublimes), tout organique (un décorum ou le corps est enchaîné au décor) et totalité fermée sur elle-même, un monde autarcique, où l’autre devient de trop et qui illustre, par là, la philosophie exprimée dans vos livres : je pense à Chronique tranquille de Patrice Dumby […]. Ou à  votre tout premier roman : D’exil et de mort, dont un critique, Jacques de Ricaumont dans Combat, dira du héros qu’il est un monstre d’orgueil. » (« Bazin, Mourlet : convergence et oppositions », Séminaire doctoral de l’INHA, 7 novembre 2008).

### En 2022-2023
La réédition du roman fin 2022 a été commentée par Alain Paucard dans l'émission "le Libre Journal de la douceur de vivre" et par Catherine Distinguin dans l'émission "Français, mon beau souci". Entretien entre Michel Mourlet, Michel Marmin et Olivier François dans le magazine Réfléchir et Agir sous le titre "Pour une littérature en liberté". Entretien avec Mourlet conduit par Antoine Katerji dans la revue Livr'Arbitres.
Dans Service littéraire, Christian Dedet conclut son article par ces lignes : "On relira ce livre inaugural, qui n'a pas pris une ride et qui, aujourd'hui, dans sa rigueur classique, apparaît d'une singulière beauté."
Dans Éléments, Christopher Gérard observe : "Ce qui frappe à la relecture, c'est l'incroyable maturité de [l'auteur], qui rédigea ce livre à vingt-deux ans et qui s'y révèle à la fois poète, métaphysicien et moraliste."